# Gelcoat
Polyester gelcoats zijn de gekleurde buitenlagen van een polyester laminaat en hebben naast een esthetische functie ook de functie het onderliggende laminaat te beschermen tegen weersinvloeden en chemicaliën. Gelcoats zijn beschikbaar in verschillende kwaliteiten, kleuren en verpakkingen in kwast alsmede spuit versie. Gelcoat is opgebouwd uit polyester met daaraan toegevoegd een thixotropiemiddel, vulstoffen en additieven (versnellers+ontluchters).
Door toevoeging van een katalysator, veelal methylethylketonperoxide (MEKP), komt een reactie op gang zoals dit ook bij een 'normale' polyesterhars gebeurt. Hierbij wordt een netwerkstructuur gevormd en hardt de gelcoat uit. De 'potlife', de tijd dat de gelcoat verwerkbaar is na toevoeging van de katalysator, is afhankelijk van de hoeveelheid versneller die reeds in de gelcoat zit, en de hoeveelheid katalysator die wordt toegevoegd. Binnen de 'potlife' dient de gelcoat verwerkt te worden.